# Гранд Кејн (Луизијана)
Гранд Кејн (енгл. Grand Cane) град је у америчкој савезној држави Луизијана.

## Демографија
По попису из 2010. године број становника је 242, што је 51 (26,7%) становника више него 2000. године.
| Група             | 2000.       | 2010.       |
| Белци             | 162 (84,8%) | 205 (84,7%) |
| Афроамериканци    | 21 (11,0%)  | 32 (13,2%)  |
| Азијати           | 0 (0,0%)    | 0 (0,0%)    |
| Хиспаноамериканци | 6 (3,1%)    | 5 (2,1%)    |
| Укупно            | 191         | 242         |